# Tituly a vyznamenání Josipa Broze Tita

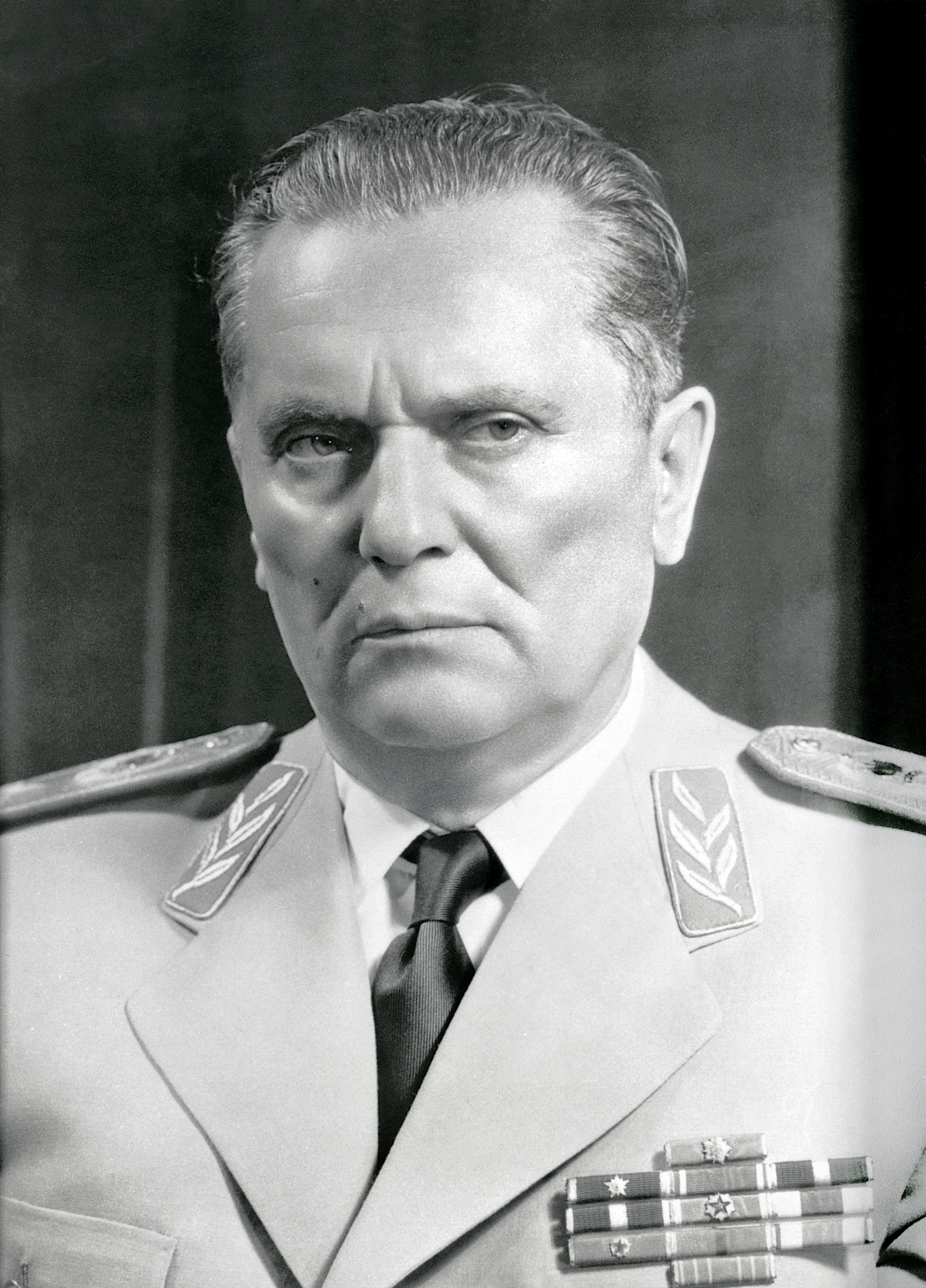
Josip Broz Tito v uniformě se stužkami řádů a medailí

Josip Broz Tito, prezident Socialistické federativní republiky Jugoslávie, předseda Svazu komunistů Jugoslávie, maršál Jugoslávie a vrchní velitel ozbrojených sil SFRJ a vůdce jugoslávských partyzánů za druhé světové války, obdržel během svého života řadu jugoslávských i zahraničních řádů a medailí.

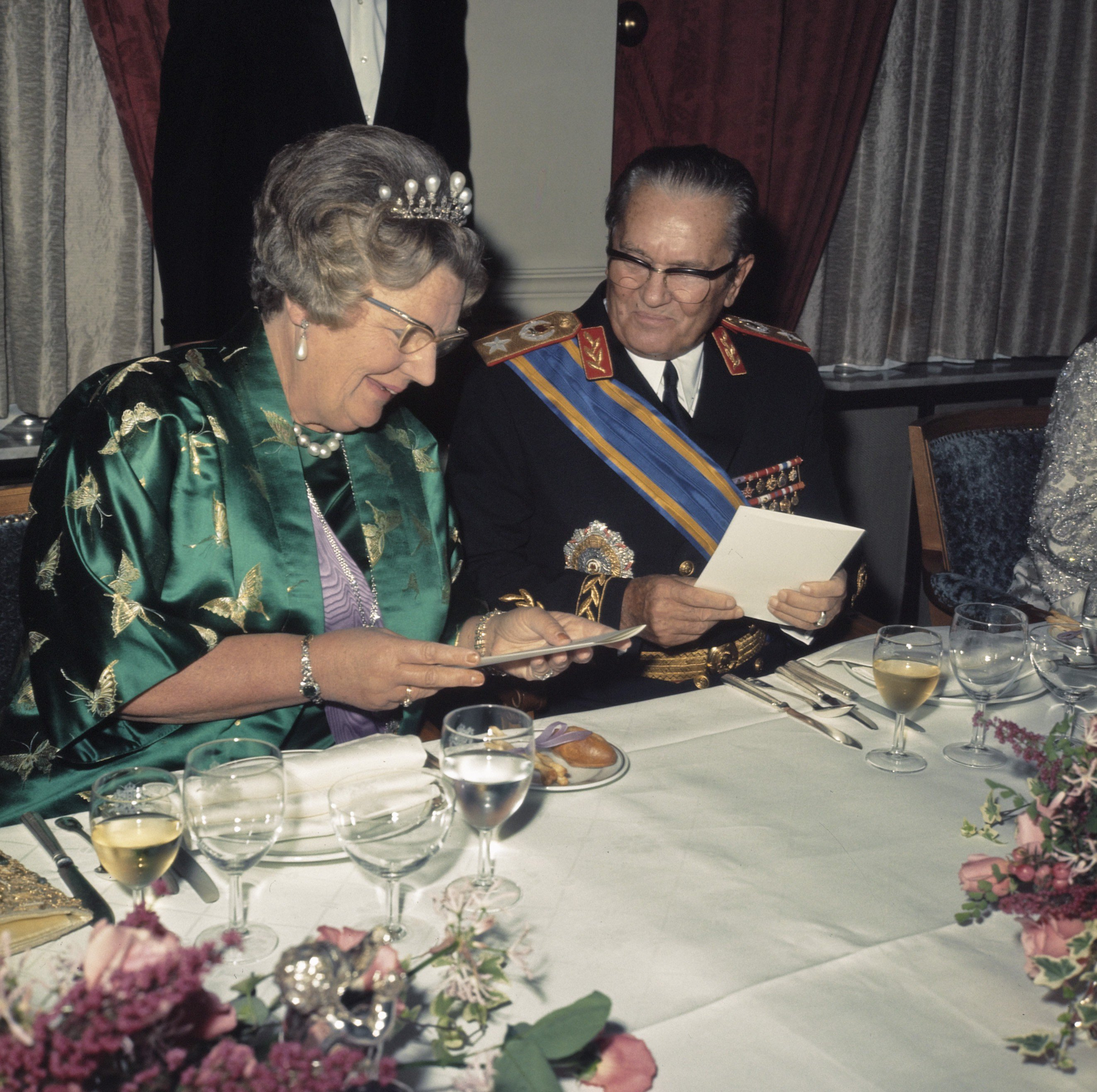
Nizozemská královna Juliána s J. B. Titem. Tito má na sobě uniformu s řadou vyznamenání včetně šerpy Řádu nizozemského lva

## Vyznamenání
Josif Broz Tito během svého života získal celkem 119 vyznamenání ze 60 zemí světa (včetně Jugoslávie). Jugoslávských vyznamenání získal 21, z nichž Řád národního hrdiny mu byl udělen třikrát. Mezi jeho nejvýznamnější řády patří francouzský Řád čestné legie, britský Řád lázně, japonský Řád chryzantémy či italský Řád zásluh o Italskou republiku. Svá vyznamenání Tito veřejně prezentoval zřídka, neboť po neshodách mezi Jugoslávií a Sovětským svazem v roce 1948 a poté, co se v roce 1953 stal prezidentem, nosil Tito uniformu jen výjimečně. Všechna vyznamenání byla prezentována pouze na jeho pohřbu v roce 1980.

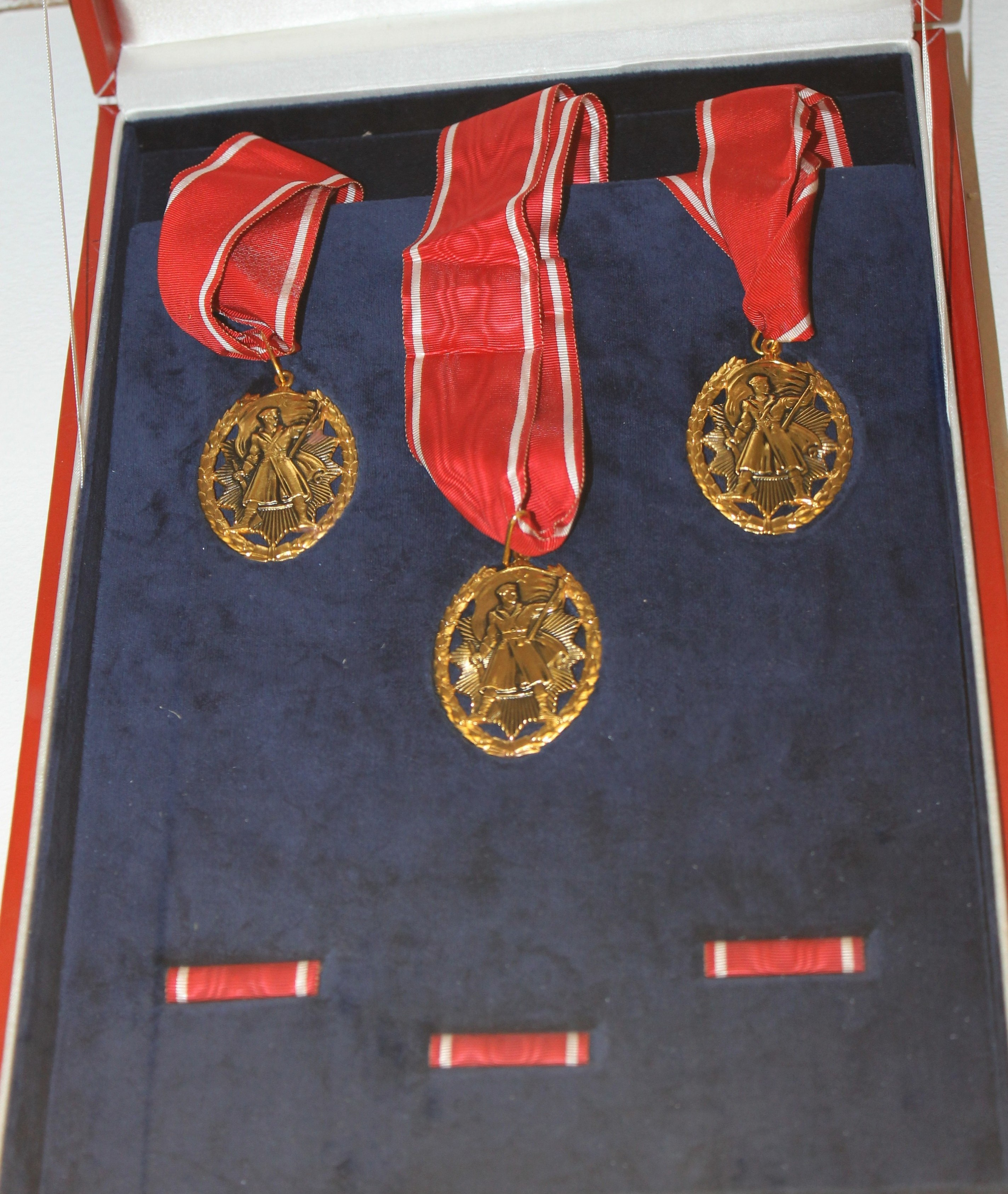
Tři Řády národního hrdiny udělené Josipu Brozi Titovi

### Jugoslávská vyznamenání
- Řád jugoslávské hvězdy – 1. července 1954
- Řád svobody – 1947[2]
- Řád národního hrdiny – 6. listopadu 1944, 15. května 1972 a 16. května 1977[3]
- Hrdina socialistické práce – 29. listopadu 1950
- Řád národního osvobození – 15. srpna 1943
- Řád válečného praporu – 29. prosince 1951
- Řád jugoslávské vlajky s meči – 29. listopadu 1947
- Řád partyzánské hvězdy se zlatým věncem – 15. srpna 1943[3]
- Řád republiky se zlatým věncem – 2. července 1960
- Řád za zásluhy pro lid – 9. července 1945
- Řád bratrství a jednoty se zlatým věncem – 15. srpna 1943
- Řád lidové armády s vavřínovým věncem – 29. prosince 1951
- Vojenský záslužný řád s velkou hvězdou – 29. prosince 1951
- Řád za statečnost – 15. srpna 1943
- Pamětní partyzánská medaile 1941 – 14. září 1944[3]
- Medaile 30. výročí vítězství nad fašismem – 9. května 1975
- Medaile 10. výročí Jugoslávské armády – 22. prosince 1951
- Medaile 20. výročí Jugoslávské armády – 22. prosince 1961
- Medaile 30. výročí Jugoslávské armády – 22. prosince 1971

### Zahraniční vyznamenání

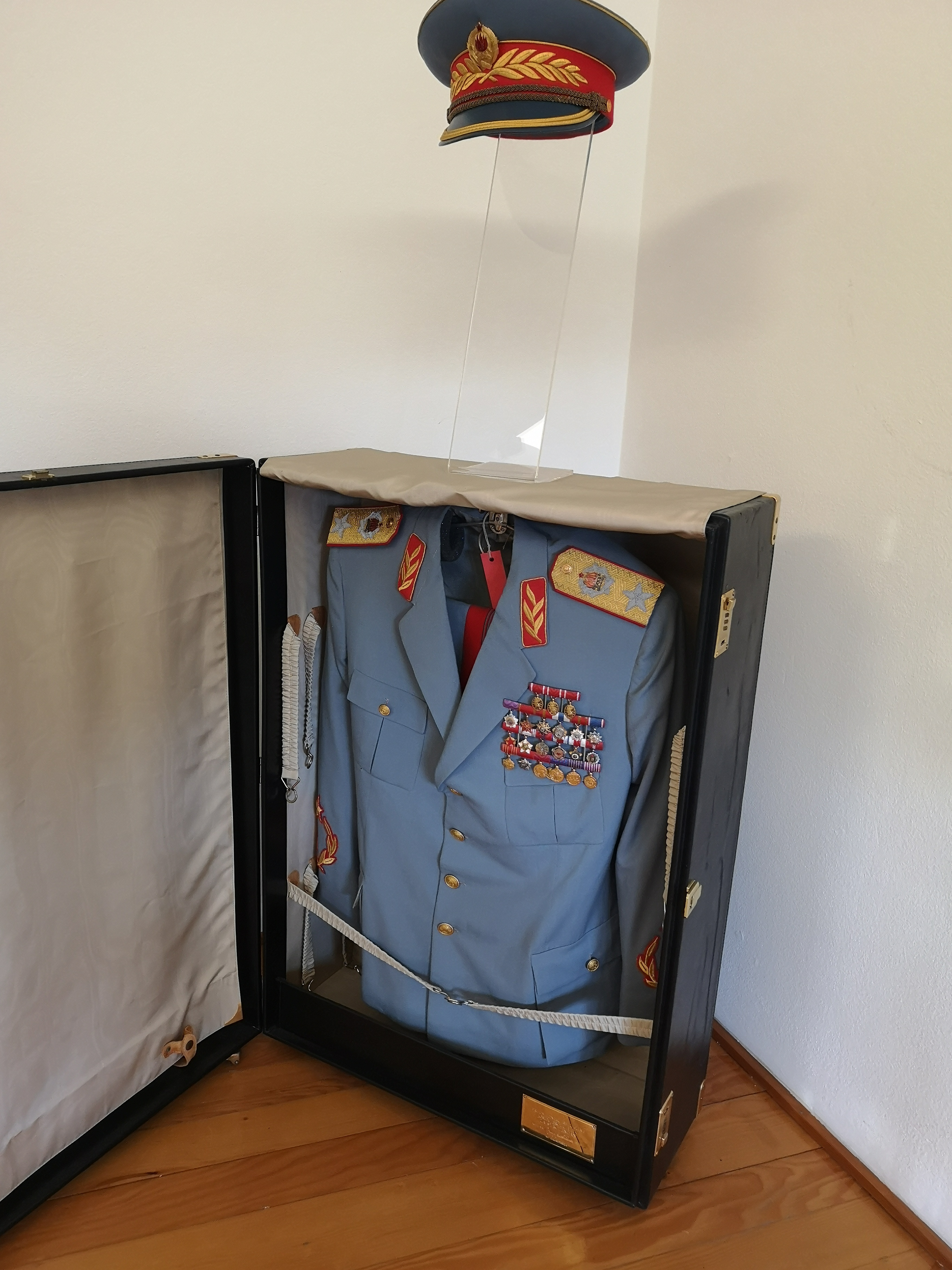
Titova uniforma s vyznamenáními v expozici jugoslávského muzea

- Afghánistán
  -  řetěz Řádu nejvyššího slunce – 1. listopadu 1960[3]
- Bangladéš
  - Čestné vyznamenání za osvobození Bangladéše – 28. března 2012[4]

- Belgie
  -  velkostuha Řádu Leopolda – 6. října 1970[1]

- Bolívie
  -  velkokříž Řádu andského kondora – 29. září 1963[3]

- Brazílie
  -  velkokříž Řádu Jižního kříže – 19. září 1963[5]
- Bulharsko
  -  Řád národní svobody 1941–1944 I. třídy – 25. listopadu 1947[3]
  -  Řád 9. září 1944 I. třídy s meči – 25. listopadu 1947[3]
  -  Řád Georgiho Dimitrova – 22. září 1965[3]
- Barma
  -  velkokomtur Řádu Thiri Thudhamma – 6. ledna 1955[3]

- Československo
  -  Řád Bílého lva za vítězství – 22. března 1946[1][3]
  -  Československý válečný kříž 1939 – 22. března 1946[3]
  -  Řád Slovenského národního povstání – 22. března 1946[3]
  -  Československá medaile za zásluhy I. třídy – 22. března 1946[3]
  -  Řád Bílého lva I. třídy, vojenská skupina – 15. března 1946[6]
  -  Řád Bílého lva I. třídy s řetězem, civilní skupina – 18. září 1964[1][3][6]

- Dánsko
  -  Řád slona – 29. října 1974

- Egypt
  -  velkostuha Řádu Nilu – 28. prosince 1955[3]

- Etiopské císařství
  -  velkokříž Řádu královny ze Sáby – 21. července 1954[3]
  -  Vojenská záslužná medaile Řádu svatého Jiří – 21. července 1954[3]
  - Medaile Za obranu státu s pěti palmovými listy – 21. července 1954[3]

- Finsko
  -  velkokříž Řádu bílé růže – 6. května 1963[3][7]

- Francie
  -  velkokříž Řádu čestné legie – 7. května 1956[1][3]
  -  Médaille militaire – 7. května 1956[8]
  -  Croix de guerre 1939–1945 – 7. května 1956[3]
  -  Croix du combattant volontaire 1939–1945 – 29. června 1956[3]
  -  velkokříž Národního řádu za zásluhy – 6. prosince 1976[1][3]

- Guinea
  - velkokříž Řádu bojovníka za svobodu – 7. ledna 1961[3]
- Chile
  -  velkokříž s řetězem Řádu za zásluhy – 24. září 1963[3]
- Indonésie
  -  Posvátná hvězda – 28. prosince 1958[3]
  -  Partyzánská hvězda – 28. prosince 1958[3]
  - Řád za statečnost – 28. prosince 1958[3]
  - Řád velkého hrdiny – 7. dubna 1960[3]
  -  Řád hvězdy Indonéské republiky I. třídy – 16. června 1961[3]

- Irák
  -  Řád dvou řek I. třídy, civilní divize – 14. srpna 1967[3]
  -  Řád dvou řek II. třídy, vojenská divize – 7. února 1979[3]

- Írán
  -  Pamětní medaile 2500. výročí Perské říše – 14. října 1971[3]

- Itálie
  -  velkokříž s řetězem Řádu zásluh o Italskou republiku – 2. října 1969[1][9]

- Japonsko
  -  velkostuha Řádu chryzantémy – 8. dubna 1968[1]
- Jordánsko
  -  řetěz Řádu al-Husajna bin Alího – 11. února 1979[3]

- Kambodža
  -  velkokříž Královského řádu Kambodže – 20. července 1956[3]
  -  Velký řetěz národní nezávislosti – 17. ledna 1968[3]
- Kamerun
  -  velkokříž Řádu za zásluhy – 21. června 1967[3]

- Keňa
  -  Řád zlatého srdce Keni I. třídy – 18. února 1970[3]
- Konžská lidová republika
  -  řetěz Řádu za zásluhy – 10. prosince 1975[3]

- Kuvajt
  -  řetěz Řádu Mubáraka Velikého – 3. února 1979[3]

- Libérie
  -  velkostuha Řádu liberijských průkopníků – 14. března 1961[3]

- Libye
  -  Řád republiky I. třídy – 1973[3]

- Lucembursko
  -  rytíř Nasavského domácího řádu zlatého lva – 20. října 1970[3]

- Maďarsko
  -  Záslužný řád Maďarské lidové republiky I. třídy – 7. prosince 1947[3]
  -  Řád praporu Maďarské lidové republiky I. třídy – 14. září 1964[3]
- Maroko
  - řetěz Řádu Muhammada – 1. dubna 1961[3]

- Mauritánie
  -  velkokříž Národního řádu za zásluhy – 5. září 1968[3]

- Mexiko
  -  řádový řetěz Řádu aztéckého orla – 30. března 1963[1]
  - Medaile nezávislosti – 15. října 1963[3]

- Mongolsko
  -  Řád Süchbátara – 20. dubna 1968[3]

- Německo
  -  velkokříž speciální třídy Záslužného řádu Spolkové republiky Německo – 24. června 1974[1][3]

- Nepál
  -  řetěz Řádu Ojaswi Rajanya – 1974[3][10]

- Nizozemsko
  -  velkokříž Řádu nizozemského lva – 20. října 1970[1]

- Norsko
  -  velkokříž Řádu svatého Olafa – 13. května 1965[1]

- Pákistán
  -  Řád Pákistánu – 13. ledna 1961[3]

- Panama
  -  velkokříž s řetězem Řádu Manuela Amadora Guerrera – 15. března 1976[3]

- Polsko
  -  Řád grunwaldského kříže I. třídy – 19. října 1945[3]
  -  velkokříž Řád Virtuti Militari – 12. března 1946[1][11]
  -  Partyzánský kříž – 11. října 1946 – za zásluhy v partyzánském boji proti německým útočníkům a za svobodu a demokracii slovanských národů[3][12]
  -  Medaile Vítězství a svobody 1945 – 11. října 1946[3][13]
  -  velkokříž Řádu znovuzrozeného Polska – 25. června 1964 a 4. května 1973[1][14]

- Portugalsko
  -  velkokříž Řádu svatého Jakuba od meče – 23. října 1975[1]
  -  velkokříž s řetězem Řádu prince Jindřicha – 17. října 1977[3][15]

- Rakousko
  -  velkohvězda Čestného odznaku Za zásluhy o Rakouskou republiku – 9. února 1965[3]
- Rumunsko
  -  Řád Michala Chrabrého I. třídy – 19. prosince 1947[3]
  -  Řád Michala Chrabrého II. třídy – 19. prosince 1947[3]
  -  Řád Michala Chrabrého III. třídy – 19. prosince 1947[3]
  -  Řád hvězdy Rumunské socialistické republiky I. třídy – 18. dubna 1966[3]
  -  Řád vítězství socialismu – 16. května 1972[3]

- Řecko
  -  velkokříž Řádu Spasitele – 2. června 1954[1]

- San Marino
  -  velkokříž Rytířského řádu San Marina – 25. září 1967[3]

- Senegal
  -  velkokříž Národního řádu lva – 30. srpna 1975[3]

- Severní Korea
  -  Hrdina Severní Koreje – 25. srpna 1977[3]
  -  Řád národního praporu I. třídy – 25. srpna 1977[3]

- Somálsko
  -  Řád somálské hvězdy – 26. března 1976[3]

- Sovětský svaz
  -  Řád Suvorova I. třídy – 1944[3]
  -  Řád vítězství – 9. září 1945[16]
  -  Jubilejní medaile 20. výročí vítězství ve Velké vlastenecké válce 1941–1945 – 30. června 1965[3]
  -  Leninův řád – 5. června 1972[1]
  -  Řád Říjnové revoluce – 16. srpna 1977[3]

- Spojené království
  -  čestný rytíř velkokříže Řádu lázně – 17. října 1972[1][17]

- Středoafrická republika
  -  velkokříž Řádu za zásluhy – 3. května 1972[3]
- Súdán
  -  velký řetěz Řádu cti – 12. února 1959[3]

- Sýrie
  -  velkostuha Řádu Umajjovců – 6. února 1974[3]

- Švédsko
  -  Řád Serafínů – 29. února 1959[3]

- Togo
  -  velkokříž Řádu Mono – 23. června 1976[3]

- Tunisko
  -  velkostuha Řádu nezávislosti – 9. dubna 1961[3]

- Venezuela
  -  velkokříž s řetězem Řádu osvoboditele – 17. března 1976[3]
- Východní Německo
  -  Řád Karla Marxe – 12. listopadu 1974 a 12. ledna 1977[3]
  -  Řád hvězdy přátelství národů – 8. června 1965[3]

- Zambie
  -  Řád velkého velitele a význačného bojovníka za svobodu I. třídy – 8. února 1970[3]